# Fern Cave National Wildlife Refuge

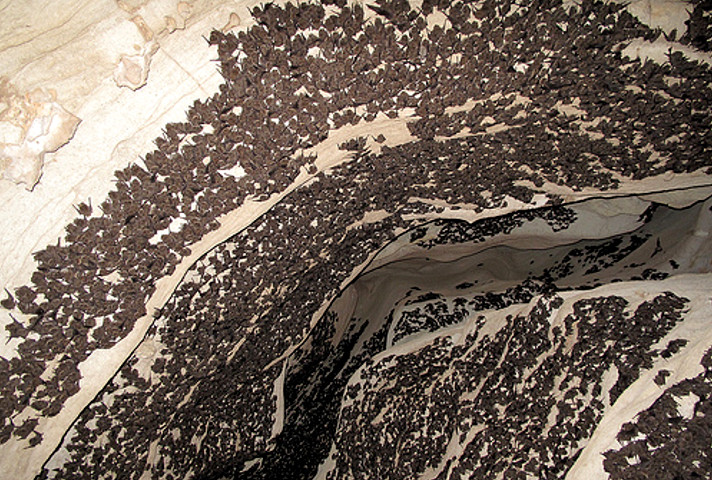
Überwinterungskolonie des Grauen Mausohrs in Fern Cave

Das Fern Cave National Wildlife Refuge ist ein 82 Hektar großes Naturreservat im Nordosten des US-Bundesstaates Alabama, das 1981 zum Schutz der gefährdeten Fledermausarten Graues Mausohr und Indiana-Mausohr eingerichtet wurde. Die Höhle Fern Cave enthält die größte Überwinterungskolonie von Grauen Mausohren in den Vereinigten Staaten, insgesamt über eine Million Fledermäuse überwintern hier jährlich. In dem riesigen Höhlensystem unterhalb der Oberfläche wurden Höhlenfische, Höhlenkrebse und Höhlensalamander entdeckt. Auf mehreren Ebenen erstrecken sich kilometerlange Gänge mit stalaktitischen und stalagmitgefüllten Hohlräumen. In der bewaldeten Fläche oberhalb liegen versteckt vier Höhleneingänge. Dort wächst auch der gefährdete Amerikanische Hirschzungenfarn, von dem die Höhle ihren Namen hat.